# Tube-Tech
Tube-Tech ist eine Band im Bereich der Techno-Musik.

## Werdegang
Sie besteht aus den Mitgliedern Udo Niebergall, Joachim Muno und Alex Denton.
Tube-Tech wurden vor allem durch ihre Versionen der The-Doors-Hits The End und Riders on the Storm in der Schranz-Szene bekannt. Der Sänger ist Alex Denton, der eine ähnliche Stimme wie Jim Morrison besitzt. Eric Sneo gehörte für eine kurze Zeit zu den Produzenten dieser Band. The End gilt als Abschiedssong bei der Abschiedsfeier vom Technoclub Palazzo in Bingen. Im gleichen Jahr wurde der Track zu einem Hit und stieg in die Media Control Charts auf.